# ロッテルダム日本人学校
ロッテルダム日本人学校 (オランダ語: De Japanse School van Rotterdam) とは、ロッテルダムのHillegersberg地区にある日本人学校である。
日本人学校以外にも学校内にはハーグとロッテルダムにあった補習授業校を1996年に統合したハーグ・ロッテルダム日本語補習授業校があり、2003年より学校内に併設されている。